# Makkers, staakt uw wild geraas
Makkers, staakt uw wild geraas is een Nederlandse film uit 1960, naar een scenario van Jan Blokker en geregisseerd door Fons Rademakers. De film is ook onder de Engelse titel That joyous eve uitgebracht.
De film gaat over de generatiekloof die zich aan het einde van de jaren vijftig steeds meer gaat aftekenen, tegen de achtergrond van het sinterklaasfeest. De titel is ontleend aan het sinterklaaslied "Zie de maan schijnt door de bomen".
Op het Filmfestival van Berlijn in 1961 dong de film mee naar een Gouden Beer, en won uiteindelijk een Zilveren Beer.
Peter Faber speelde in deze film zijn eerste filmrol.

## Verhaal
De film gaat over drie families die Sinterklaas vieren in Amsterdam. Het eerste gezin is een stel dat pas gescheiden is, wat de sfeer en het feest niet gezelliger maakt. In gezin twee overheerst de problematiek rond de puberzoon van het gezin, die in alles tegendraads is. Gezin drie heeft problemen het feest binnenshuis te vieren.

## Rolverdeling
| Acteur           | Personage          |
| ---------------- | ------------------ |
| Ellen Vogel      | Nora Leegher-Buwal |
| Guus Hermus      | Meneer Leegher     |
| Jan Teulings     | Meneer Keizer      |
| Ank van der Moer | Mevrouw Keizer     |
| Yoka Berretty    | Mevrouw Lomijn     |
| Guus Oster       | Meneer Lomijn      |
| Peter Faber      |                    |
| Simon Carmiggelt |                    |
| Mieke Verstraete | Emma               |